# Náyaf
Náyaf (en árabe: النجف Al-Naŷaf (transliteración), pronunciado con asimilación An-Náŷaf) es una ciudad de Irak, situada unos 160 km al sur de Bagdad, en las coordenadas geográficas 31.99°N 44.33°E. Se calcula que en 2003 tenía 585 700 habitantes. Es la capital de la gobernación de Nayaf. Es una de las ciudades sagradas de los chiíes y el centro del poder político chií en Irak.

## Importancia religiosa de Náyaf
Náyaf es famosa por ser el lugar al que se atribuye albergar la tumba de Alí ibn Abi Tálib (también conocido como el imán Alí), al que el chiismo considera su fundador y primer imán (otros musulmanes creen que está enterrado en Mazar-e Sarif, en Afganistán). La ciudad es un centro de peregrinación para todo el mundo islámico. Solamente La Meca y Medina reciben la visita de más peregrinos musulmanes. 
Mezquita del Imán Alí (la Tumba de Alí) se encuentra en un edificio con una cúpula dorada y numerosos objetos preciosos en sus muros. Próximo se encuentra Wadi us-Salaam (el Valle de la Paz), del que se dice que es el mayor cementerio del mundo musulmán (y posiblemente del mundo entero), en el que se encuentran las tumbas de varios profetas. Muchos devotos de otras tierras aspiran a ser enterrados en este lugar, para volver de la muerte junto con el imán Alí el día del Juicio. A lo largo de los siglos se han construido numerosos hospicios, escuelas, bibliotecas y conventos sufíes alrededor del santuario, convirtiendo la ciudad en el centro del conocimiento y la teología chií. Muchos de los edificios fueron dañados durante el gobierno de Saddam Hussein, que llegó a construir una carretera que atravesaba Wadi us-Salaam.
Muchos estudiosos chiíes, tanto antiguos como contemporáneos, estudiaron en Náyaf (Seyyed Abdollah Behbahaní, Alamé Tabatabaí, el ayatolá Jomeini y el ayatolá Sistaní). La ciudad, junto con Qom, en Irán, es considerada el centro de las escuelas chiíes de estudios islámicos.

## Historia
El área de Náyaf se encuentra cerca de la ciudad sasánida de Suristán y en tiempos de los sasánidas era parte de Bih-Kavad, provincia del Imperio persa.
Se cree que la ciudad fue fundada en 791 por el califa abasí Harún al-Rashid. Bajo el Imperio otomano, Náyaf sufrió a causa de los repetidos ataques de las tribus del desierto y de la escasez de agua. El número de casas habitadas en la ciudad cayó de 3000 a sólo 30 a comienzos del siglo XVI. La ciudad fue sitiada y atacada por los wahhabíes entre 1801-1802, 1806 y 1810 declarando los otomanos la guerra al año siguiente. La escasez de agua se resolvió en 1803 con la construcción del canal de Hindiyya, lo que facilitó que la población de la ciudad se doblara pasando de 30 000 a 60 000 habitantes. A pesar de lo cual, Náyaf perdió la primacía religiosa, que pasó a la ciudad iraní de Qom en el siglo XIX y que no recuperaría hasta finales del siglo XX.
Los otomanos fueron expulsados en un levantamiento en 1915, tras el que la ciudad cayó en manos del Imperio Británico. Los jeques de Náyaf se rebelaron en 1918, matando al Gobernador británico de la ciudad e interrumpiendo el abastecimiento de grano a los anazaítas, una tribu aliada con los británicos. Como venganza, los británicos sitiaron la ciudad e impidieron el abastecimiento de agua. La rebelión fue sofocada el 4 de mayo y así acabó, por la fuerza, el poder de los jeques.